# Tomáš Míček

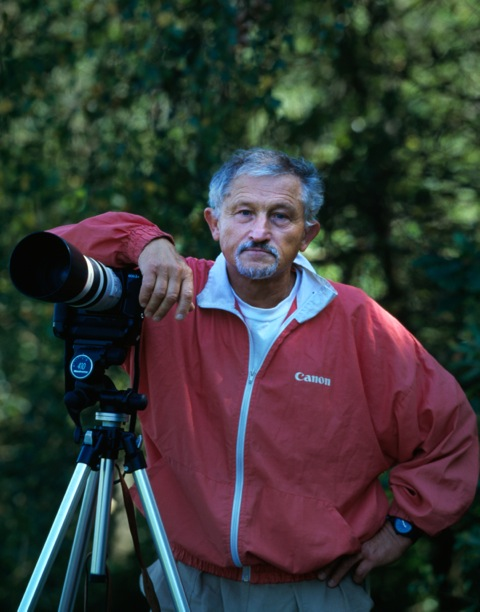
Tomáš Míček

Tomáš Míček (12. července 1938 Ostrava – 31. října 2023 Praha) byl český fotograf s rakouským občanstvím zachycující přírodu a tradiční život lidí po celém světě. Publikoval více než třicet fotografických knih vydaných v jedenácti jazycích. Jeho snímky byly otištěny ve významných magazínech, např. GEO, Stern, Vogue, L’Europeo, Observer, Argosy, Siete Dias a dalších. Jeho fotografické dílo, které zahrnuje také tematické nástěnné kalendáře, bylo prezentováno na samostatných výstavách.

## Život
Po úspěšném studiu fyzické geografie na Přírodovědecké fakultě Masarykovy univerzity v Brně emigroval v roce 1966 do Rakouska, aby mohl svobodně cestovat a fotografovat. Po pádu československého komunistického režimu pobýval střídavě v Rakousku a České republice.

## Dílo
Ve své fotografické práci se věnoval především unikátním přírodním objektům, které snímal se snahou o přirozenou barevnou a kompoziční působivost. Mezi jeho oblíbená témata patřily vulkány, přírodní živly, skalní krajiny, bouřlivé vody, stromy, květiny, Slunce, ranní rosa, volně žijící koně a také tradiční život lidí na Bali, Balkánu, Sicílii, Liparských ostrovech, v Řecku, na Havajských ostrovech nebo u afrického kmene Dogonů v Mali. Pracoval na nedokončené pentalogii fotografických knih o přírodě Země.

### Knihy - výběr
V češtině:
- Kouzlo koně (1997, Rebo)
- Stromy světa (2015, Slovart) – první díl pentalogie o přírodě Země
- Magické kameny (2015, Slovart) – druhý díl pentalogie
- Magická místa Země (2017, Slovart) – třetí díl pentalogie
- Svět volných koní (2018, Slovart)
- Stromy Země (2019, Slovart) – rozšířená verze knihy Stromy světa
- Kameny Země (2020, Slovart) – rozšířená verze knihy Magické kameny
- Květy Země (2021, Slovart) - čtvrtý díl pentalogie

V němčině:
- V akci na sopce StromboliSizilien - Liparische Inseln (1973)
- Freie Pferde im Gebirge (1975)

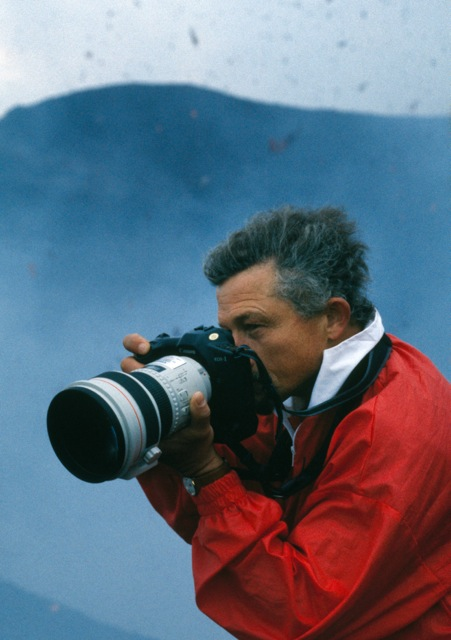
V akci na sopce Stromboli

- Griechenland - das Festland (1978)
- Griechenland - die Inseln (1979)
- Griechenland (1984)
- Urwälder der Alpen (1984)
- Die zügellose Freiheit (1985)
- Entdeckung Balkan (1987)
- Nur Tau…und dennoch (1987)
- Erlebnis Pferde (1988)
- Spaniens edle Rasse (1989)
- Frieslands schwarze Perlen (1989)
- Haflings blonde Rösser (1990)
- Tiegerpferde aus den Bergen (1990)
- Habsburgs weisse Hengste (1990)
- Islandpferde (1991)

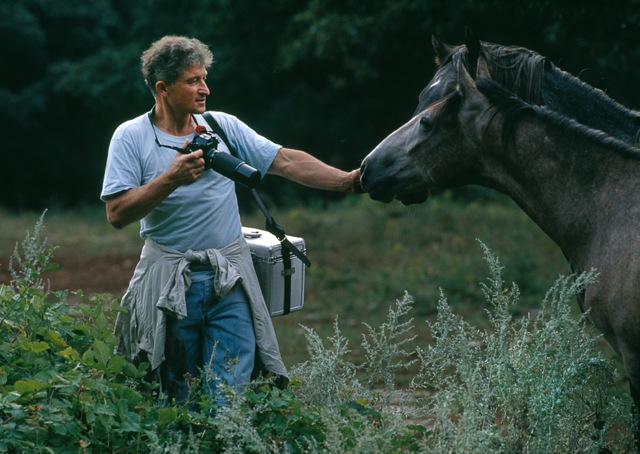
S koňmi, častým námětem Míčkových fotografií

- Arabische Pferde (1991)S koňmi, častým námětem Míčkových fotografiíRassepferde - Fotoimpressionen (1991)
- Pferdesprache (1993)
- Pferdekinder (1993)
- Faszination Pferd (1995)
- USA - Landschaften im Südwesten (1996)
- Oliven Geflüster (2002)
- Göttergabe Olivenbaum (2006)
- Bäume - Weltwunder der Natur (2009)
- Bäume der Welt (2011)
- Przewalski Pferde (2013)
- Przewalski Pferde (2013)
- Der Olivenbaum (2015)

V nizozemštině:
- Hawaii (1999)

Ve španělštině:
- Olea europaea "Farga" (2012)

V angličtině:
- Earth's Magic Places (2018)